# Flusso multifase

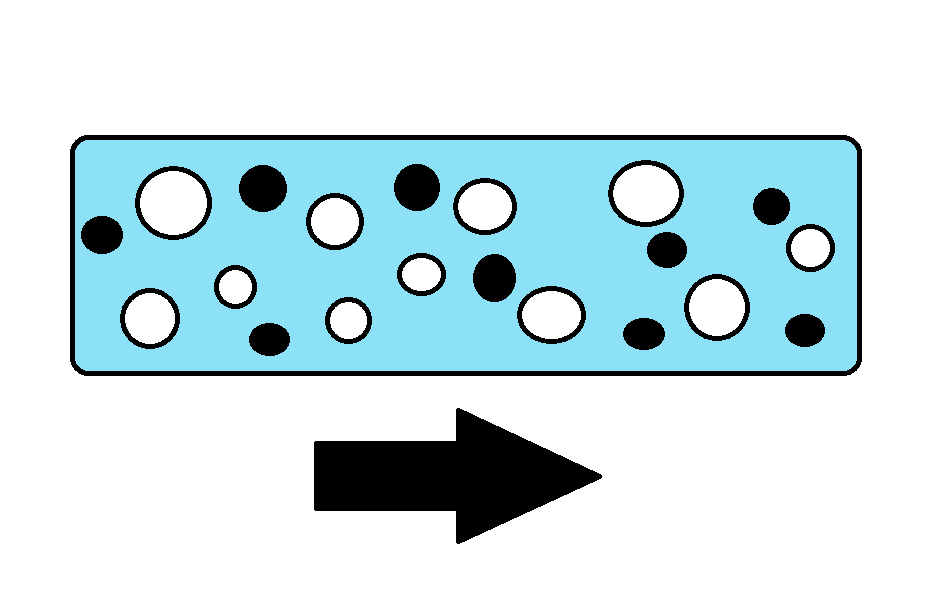
Disegno semplificato di un flusso multifase in un oleodotto, dove la fase continua è il liquido (blu) che trasporta particelle più piccole. Il gas (bianco) e le particelle di petrolio (nero) sono in una fase dispersa.

In meccanica dei fluidi, un flusso multifase è un flusso simultaneo di un materiale composto da due o più fasi termodinamiche. Praticamente tutte le tecnologie di lavorazione, dalle pompe e turbine cavitanti alla produzione di carta e plastica, implicano una qualche forma di flusso multifase. Lo si può osservare anche in molti fenomeni naturali.
Queste fasi possono essere costituite dallo stesso componente chimico (ad esempio un flusso combinato di acqua liquida e vapore acqueo) o da più sostanze chimiche diverse (ad esempio un flusso di olio e acqua). Una fase è considerata continua se occupa una regione di spazio connessa, mentre si parla di fase dispersa quando la fase occupa regioni di spazio disconnesse. La fase continua può essere gassosa o liquida, mentre la fase dispersa può essere costituita anche da un solido.
Si possono individuare due possibili topologie generali, flussi dispersi e flussi separati. I primi sono quelli costituiti da particelle di dimensione finita, gocce o bolle distribuite all'interno di una fase continua. I secondi sono invece definito come costituiti da due o più flussi continui di fluidi separati da interfacce.

## Storia
Lo studio dei flussi multifase è strettamente legato allo sviluppo della meccanica dei fluidi e della termodinamica. Una delle prime importanti scoperte fu fatta da Archimede di Siracusa intorno al 250 a.C., che intuì le leggi alla base del galleggiamento, oggi note come principio di Archimede, che viene utilizzato nella modellazione dei flussi multifase.
A metà del XX secolo, furono effettuati progressi nello studio dell'ebollizione e furono realizzati i primi modelli di caduta di pressione a due fasi, principalmente per le industrie chimiche e di trasformazione. In particolare Lockhart e Martinelli nel 1949 presentarono un modello per la caduta di pressione per attrito in un flusso bifase orizzontale separato, introducendo un parametro tutt'oggi utilizzato. Tra il 1950 e il 1960, l'intenso sviluppo dei settori aerospaziale e nucleare stimolò ulteriori studi sui flussi bifase. Nel 1958 uno dei primi studi sistematici sui flussi bifase fu intrapreso dallo scienziato sovietico Teletov, mentre Baker nel 1965 condusse studi sui regimi di flusso verticale.
Dagli anni '70 in poi, i flussi multifase sono stati studiati soprattutto nel contesto dell'industria petrolifera, a causa della crescente importanza del petrolio nell'economia mondiale.
Gli anni '80 videro ulteriori modellizzazioni dei flusso multifase, su tubi aventi diverse inclinazioni e diametro, e diverse pressioni e tipi di flussi. I progressi nella potenza di calcolo disponibile a partire dagli anni '90 hanno consentito l'ideazione di tecniche di modellazione sempre più complesse, potendo passare da modelli unidimensionali a modelli tridimensionali.
Negli anni '90 apparvero i primi progetti relativi alla tecnologia di misurazione dei flussi multifase (MFM), utilizzata per misurare la velocità del flusso delle singole fasi. L'impulso alla base di questa tecnologia fu un previsto calo della produzione dai principali giacimenti petroliferi del Mare del Nord. Fra le compagnie petrolifere che crearono i primi prototipi erano presenti BP e Texaco, ed attualmente la MFM è diventata onnipresente.

## Esempi e applicazioni
I flussi multifase si osservano regolarmente in molti fenomeni naturali ed anche all'interno di vari processi industriali.

### In natura
Il trasporto dei sedimenti nei fiumi è un esempio di flusso multifase, in cui le particelle in sospensione costituiscono una fase dispersa che interagisce con l'acqua, ossia la fase fluida continua. 
Un esempio di flusso multifase su scala più piccola lo si trova all'interno di strutture porose. La modellazione dei mezzi porosi consente di utilizzare la legge di Darcy per calcolare la portata volumetrica attraverso vari tipi di mezzi porosi, come il flusso delle acque sotterranee attraverso la roccia. Ulteriori esempi si verificano all'interno degli organismi viventi, un caso molto importante è quello del flusso sanguigno (con il plasma che costituisce la fase liquida e i globuli rossi la fase solida). Un altro esempio di flusso multifase biologico lo si osserva nel tratto intestinale, con particelle di cibo solido e acqua che fluiscono simultaneamente. Anche starnuti e colpi di tosse generano dei flussi multifase (aria con goccioline di saliva e muco), il cui studio ha assunto grande importanza durante la pandemia di Covid-19.
Un ulteriore esempio di flusso multifase di grande scala è quello dei flussi piroclastici durante le eruzioni vulcaniche, costituiti da una fase fluida continua (i gas vulcanici) e una fase solida dispersa (i tefra).

### Nell'industria
La grande maggioranza delle tecnologia di trasformazione coinvolge una qualche forma di flusso multifase. Un esempio comune di flusso multifase nell'industria è quello del letto fluidizzato. Questo dispositivo combina una miscela solido-liquido e la fa muovere come un fluido. Ulteriori esempi includono il flusso di bolle nei reattori nucleari, il flusso di particelle di gas nei reattori a combustione e i flussi di sospensioni di fibre nell'industria della cellulosa e della carta.
Nelle industrie del petrolio e del gas, un flusso multifase spesso corrisponde al flusso simultaneo di petrolio, acqua e gas. Nell'ingegneria petrolifera, il fluido di perforazione è costituito da una fase gassosa. Inoltre, il petrolio greggio negli oleodotti è un flusso trifase gas-olio-acqua. Il termine è applicabile anche alle proprietà di un flusso in alcuni campi in cui è presente un'iniezione chimica o vari tipi di inibitori.
Anche la lavorazione del cibo, sia industriale che domestica, coinvolge solitamente qualche forma di flusso multifase.

## Tipi
La classe più comune di flussi multifase è quella dei flussi bifase, che possono essere gas-liquido, gas-solido, liquido-liquido e liquido-solido. Questi flussi sono i più studiati e sono di maggiore interesse nel contesto dell'industria.

### Flusso bifase liquido-gas in un tubo

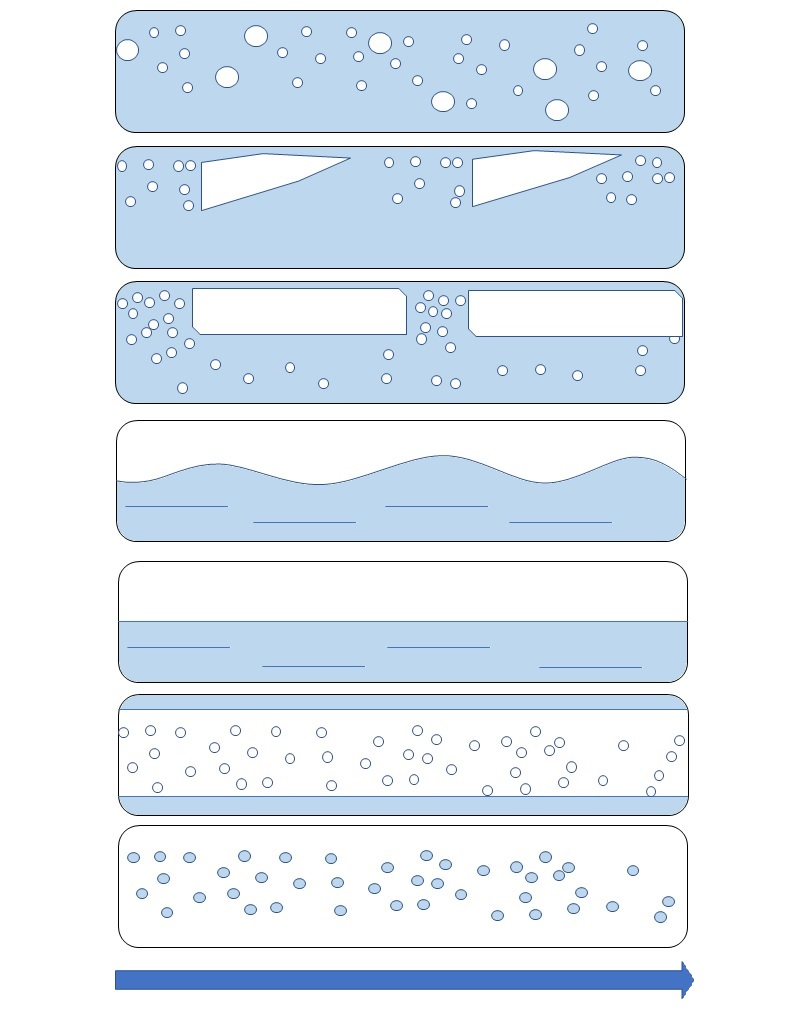
Vari tipi di flusso bifase gas-liquido orizzontale dall'alto verso il basso: flusso a bolle, flusso a pistone, flusso a lumaca, flusso ondulato, flusso stratificato, flusso anulare e flusso a nebbia.

I modelli di flusso all'interno di tubi sono influenzati dal diametro del tubo, dalle proprietà fisiche dei fluidi e dalla loro portata. Ad esempio, all'aumentare della velocità e del rapporto gas-liquido, il "flusso a bolle" diventa un "flusso a nebbia": ad alti rapporti liquido-gas, il liquido forma la fase continua, mentre per rapporti bassi la fase dispersa.
| Regime                           | Descrizione |
| -------------------------------- | --- |
| Bolla/ flusso di bolle disperse  | Si verifica per grandi portate di liquido con poco flusso di gas: il gas è disperso o sospeso in bolle per tutta la fase liquida continua. Caratteristiche tipiche di questo flusso sono le interfacce delle bolle in movimento e deformate nel tempo e dello spazio, e le interazioni complesse tra le interfacce. Questo flusso può essere ulteriormente classificato in idealmente separato, bolle interagenti, turbolento agitato e a grappoli. A causa della forza di galleggiamento, le bolle tendono a muoversi verso la parte superiore del tubo. |
| Flusso a pistone                 | Si sviluppa all'aumentare della portata mentre il flusso di vapore viene mantenuto a una quantità bassa. All'interno della fase liquida, dove si assume che la velocità sia costante, sono presenti dei "tappi", essenzialmente bolle di gas "a forma di proiettile" che ricoprono la sezione trasversale del tubo, e che scorrono in modo intermittente nella parte superiore del tubo, a causa delle forze di galleggiabilità. |
| Flusso stratificato e ondulato   | Flusso di gas e liquidi separati da un'interfaccia. Ciò si verifica quando domina la forza di gravità che provoca la stratificazione del liquido sul fondo del tubo. Comune soprattutto nelle tubazioni orizzontali o leggermente inclinate. A basse velocità si formano delle interfacce lisce, mentre a velocità maggiori compaiono delle onde. |
| Flusso a lumaca                  | Definito da una sequenza intermittente di 'lumache" di liquido contenenti bolle di gas disperse, alternate a bolle con una maggiore lunghezza e larghezza. Si tratta di un flusso instabile anche quando le velocità sono mantenute costanti. |
| Flusso anulare                   | Si verifica quando una pellicola di liquido a forma di anello ricopre la parete del canale, con il gas che invece scorre al centro. Nel caso in cui all'interno del gas siano contenute anche goccioline di liquido, questo caso è noto come flusso anulare disperso. |
| Flusso a nebbia /nebbia dispersa | Si verifica per portate di gas molto elevate. Caratterizzato da una fase dispersa sospesa all'interno di una fase continua. Nel caso del flusso gas-liquido si verifica quando le particelle di liquido sono sospese in una fase gassosa continua. |

#### Flusso bifase verticale

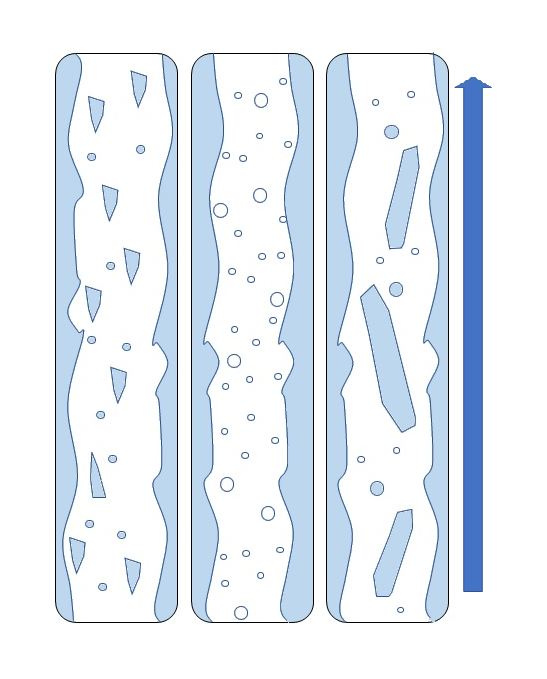
Principali regimi di flusso verticale. Da sinistra a destra: flusso agitato, flusso anulare e flusso anulare a ciuffi.

Nel flusso verticale è presente una simmetria assiale, per cui i regimi di flusso sono tendenzialmente più stabili. Tuttavia, per quanto riguarda il flusso a lumaca, possono comunque verificarsi delle oscillazioni. Valgono numerose considerazioni dei flussi orizzontali, tuttavia si osserva una distribuzione più uniforme delle particelle, in quanto le forza di galleggiamento agiscono nella direzione del tubo.
Il flusso agitato (churn flow) si verifica quando il flusso a lumaca si rompe, portando a un regime instabile in cui vi è un movimento oscillatorio della fase liquida.
Il flusso anulare a ciuffi è caratterizzato da "ciuffi" di liquido all'interno del flusso anulare, che si formano presumibilmente a causa della coalescenza della grande concentrazione di goccioline provenienti dalla pellicola di liquido che ricopre il tubo. Questo regime si verifica a flussi di massa elevati.

### Flusso liquido-solido
Il trasporto idraulico consiste in flussi in cui le particelle solide vengono disperse in una fase liquida continua.
Le sospensioni sono classificate nelle seguenti categorie; sospensioni fini in cui le particelle sono distribuite uniformemente all'interno del liquido, e sospensioni grossolane in cui le particelle si muovono prevalentemente nella metà inferiore del tubo orizzontale a una velocità inferiore rispetto al liquido, e a una velocità significativamente inferiore rispetto al liquido in un tubo verticale.

### Flusso gas-solido in un tubo
Il flusso bifase gas-solido si trova comunemente in ingegneria chimica, in ingegneria energetica e in ingegneria metallurgica. Al fine di ridurre l'inquinamento atmosferico e l'erosione delle tubazioni, e di migliorare la qualità del prodotto e l'efficienza del processo, si sta diffondendo sempre più la misurazione dei parametri di flusso mediante il trasporto pneumatico (utilizzando gas ad alta pressione per generare il flusso).
| Regime                             | Descrizione |
| ---------------------------------- | --- |
| Flusso in sospensione uniforme     | Le particelle sono distribuite uniformemente lungo la sezione trasversale per tutta la lunghezza del tubo. |
| Flusso in sospensione non uniforme | Simile al precedente, ma con una tendenza delle particelle a fluire preferenzialmente nella parte inferiore del tubo, soprattutto per le particelle più grandi. |
| Flusso a lumaca                    | Quando le particelle entrano nella linea di trasporto, tendono a depositarsi prima di raggiungere la massima accelerazione. Formano delle dune che vengono poi spazzate a valle, creando una distribuzione longitudinale irregolare delle particelle lungo la condotta.                                                                                |
| Flusso a dune                      | Simile al precedente, ma le dune rimangono stazionarie, con le particelle che vengono convogliate sopra le dune e spazzate da una duna all'altra. |
| Letto in movimento                 | Le particelle si depositano vicino al punto di alimentazione e formano un letto continuo sul fondo del tubo. Il letto si sviluppa gradualmente per tutta la lunghezza del tubo e si muove lentamente in avanti. È presente un gradiente di velocità in direzione verticale all'interno del letto e il trasporto continua in forma sospesa al di sopra. |
| Letto fisso                        | Simile al letto mobile, tuttavia, c'è poco o nessun movimento delle particelle nell letto. Il letto si accumula fino a quando il tubo arriva ad ostruirsi, se la velocità è sufficientemente bassa. |
| Flusso a pistone                   | In seguito al flusso a lumaca, le particelle invece di formare dune stazionarie si accumulano gradualmente sulla sezione trasversale fino a causare un blocco, tuttavia questo è meno comune rispetto al flusso a dune. |

### Tre fasi o più
Anche i flussi trifase possono avere applicazioni pratiche, e gli esempi sono i seguenti:
1. Flussi gas-liquido-solido: questo tipo di sistema avviene in reattori chimici bifase a letto fluidizzato e ascensore a gas, dove una reazione gas-liquido è stimolata da particelle di un catalizzatore solido sospese nella miscela. Un altro esempio è la flottazione con schiuma come metodo per separare i minerali ed eseguire reazioni gas-liquido in presenza di un catalizzatore.[9]
2. Flussi trifase gas-liquido-liquido: miscele di vapori e due fasi liquide immiscibili sono comuni negli impianti di ingegneria chimica. Esempi sono i flussi gas-olio-acqua nei sistemi di recupero dell'olio e i flussi immiscibili di condensato-vapore nei sistemi di condensazione di vapore/idrocarburi.[20] Ulteriori esempi si trovano nei flussi di petrolio, acqua e gas naturale. Questi flussi possono verificarsi nella condensazione o evaporazione di miscele liquide (ad esempio condensazione o evaporazione di vapore o idrocarburi).[9]
3. Flussi solido-liquido-liquido: un esempio è la miscelazione di sabbia con olio e acqua in una conduttura.[9]

I flussi multifase possono avere anche più di tre fasi. Un esempio di un sistema di flusso a quattro fasi potrebbe essere quello della cristallizzazione per congelamento a contatto diretto in cui, ad esempio, il butano in fase liquida viene iniettato nella soluzione da cui devono essere formati i cristalli e il congelamento avviene a seguito dell'evaporazione del liquido butano. In questo caso, le quattro fasi sono, rispettivamente, butano liquido, vapore di butano, fase in soluzione e fase cristallina (solida).

## Caratteristiche

### Modellizzazione
A causa della presenza di fasi multiple, ci sono notevoli complicazioni nel descrivere e quantificare la natura del flusso rispetto a un flusso monofase. La distribuzione delle velocità può essere difficile da calcolare a causa della mancata conoscenza delle velocità di ciascuna fase in un dato punto.
Esistono diversi modi per modellare un flusso multifase. Uno è il metodo euleriano-lagrangiano, in cui la fase fluida viene trattata come un continuo risolvendo le equazioni di Navier-Stokes (descrizione euleriana). La fase dispersa viene invece studiata tracciando un gran numero di particelle disperse, bolle o goccioline (descrizione lagrangiana). La fase dispersa può scambiare quantità di moto, massa ed energia con la fase fluida.
Il metodo bifase euleriano-euleriano è caratterizzato da un'equazione di conservazione della densità per ciascuna fase. In questo modello, sia la fase dispersa e quella continua sono trattate come fluidi. Per ciascuna fase viene introdotto il concetto di frazione di volume, discusso nella sezione dei parametri di seguito.
Il metodo più semplice per classificare i flussi multifase continui consiste nel considerare ogni fase in modo indipendente. Questo concetto è noto come il modello di flusso omogeneo proposto per la prima volta dagli scienziati sovietici negli anni '60. Le ipotesi alla base di questo modello sono:
- La velocità della fase gassosa è uguale alla velocità della fase liquida.
- Il mezzo bifasico è in equilibrio termodinamico.[10]

### Parametri
In un flusso multifase in un tubo, la portata in massa per ciascuna fase può essere determinata utilizzando l'equazione:
{\displaystyle G={\dot {m}}=\lim \limits _{\Delta t\rightarrow 0}{\frac {\Delta m}{\Delta t}}={\frac {{\rm {d}}m}{{\rm {d}}t}}}
Dove {\displaystyle \ G} = portata in massa di una singola fase, {\displaystyle \Delta } = variazione della quantità, {\displaystyle m} = massa di quella fase {\displaystyle t} = tempo e il punto sopra m indica la derivata rispetto al tempo.
La portata volumetrica può essere invece descritta utilizzando la seguente equazione:
{\displaystyle Q={\dot {V}}=\lim \limits _{\Delta t\rightarrow 0}{\frac {\Delta V}{\Delta t}}={\frac {\mathrm {d} V}{\mathrm {d} t}}}
Dove {\displaystyle Q} = portata volumetrica di una singola fase, {\displaystyle V} = Volume.
Le variabili sopra indicate sono alla base dei parametri seguenti utilizzati nella descrizione dei flussi multifase. Nei flussi multifase delle trivellazioni la portata in massa, la frazione volumetrica e la velocità di ciascuna fase sono parametri importanti.
| Parametro             | Equazione | Descrizione |
| --------------------- | --- | --- |
| Portata in massa      | {\displaystyle G=G_{g}+G_{l}+G_{s}} | La portata in massa è la massa di fluido che passa attraverso la sezione trasversale per unità di tempo. Dove {\displaystyle G} = portata in massa, {\displaystyle g} = fase gassosa, {\displaystyle l} = fase liquida ed {\displaystyle s} = fase solida.                                                     |
| Portata volumetrica   | {\displaystyle Q=Q_{g}+Q_{l}+Q_{s}} | La portata volumetrica è definita come il volume di fluido che passa attraverso la sezione trasversale per unità di tempo: |
| Frazione in massa     | {\displaystyle x_{i}=\lim \limits _{\delta V\rightarrow V^{o}}{\frac {\Delta G_{i}}{\Delta G}}={\frac {G_{i}}{G_{g}+G_{l}+G_{s}}}}      | Definita come il rapporto tra la massa di una fase e la massa totale della miscela passante per la sezione nell'unità di tempo. |
| Frazione in volume    | {\displaystyle \beta _{i}=\lim \limits _{\delta V\rightarrow V^{o}}{\frac {\Delta Q_{i}}{\Delta Q}}={\frac {Q_{i}}{Q_{g}+Q_{l}+Q_{s}}}} | La frazione in volume è definita come il rapporto tra il volume di una fase diviso per il volume totale della miscela che attraversa la sezione trasversale per unità di tempo. |
| Velocità superficiale | {\displaystyle s_{g}={\frac {Q_{g}}{A}}}{\displaystyle s_{l}={\frac {Q_{l}}{A}}}{\displaystyle s_{s}={\frac {Q_{s}}{A}}}                | Dove {\displaystyle s_{g}=} velocità superficiale della fase gassosa, {\displaystyle s_{l}=} velocità della fase liquida e {\displaystyle s_{s}=} velocità della fase solida. La velocità superficiale è una velocità ipotetica in cui si presume che una fase occupi l'intera area della sezione trasversale. |
| Velocità effettiva    | {\displaystyle v_{g}={\frac {Q_{g}}{A_{g}}}}{\displaystyle v_{l}={\frac {Q_{l}}{A_{l}}}}{\displaystyle v_{s}={\frac {Q_{s}}{A_{s}}}}    | Dove {\displaystyle v_{g}=} velocità effettiva della fase gassosa, {\displaystyle v_{l}=} velocità della fase liquida e {\displaystyle v_{s}=} velocità della fase solida. |

Un flusso attraverso un condotto di sezione trasversale costante è considerato stazionario quando la sua velocità e pressione possono variare da punto a punto ma non cambiano nel tempo. Se queste condizioni sono variabili nel tempo, il flusso è noto come transiente. La fase gassosa scorre solitamente a una velocità maggiore rispetto alla fase liquida, a causa della minore densità e viscosità.

### Forze principali nei flussi multifase
Il moto del fluido, in generale, è determinato da diverse forze che agiscono sugli elementi di fluido. Ci sono cinque forze principali che influenzano la portata, ognuna delle quali può essere classificata in tre diverse categorie: di linea, di superficie e di volume.
Si consideri un elemento di linea di lunghezza {\displaystyle L}, le forze si classificano in base a come agiscono: su un elemento proporzionale al volume ({\displaystyle V\propto L^{3}}), alla superficie ( {\displaystyle A\propto L^{2}} ) o a una curva unidimensionali ( {\displaystyle \zeta \propto L} ):
| Forza                 | Tipo       | Intensità della forza                                 | Intensità della forza per unità di volume     |
| --------------------- | ---------- | ----------------------------------------------------- | --------------------------------------------- |
| Pressione             | Superficie | {\displaystyle F_{p}\propto \mathrm {A} \Delta P}     | {\displaystyle f_{P}\propto \Delta PL^{-1}}   |
| Inerzia               | Volume     | {\displaystyle F_{I}\propto V\Delta \rho U^{2}L^{-1}} | {\displaystyle f_{I}\propto \rho U^{2}L^{-1}} |
| Viscosità             | Superficie | {\displaystyle F_{V}\propto \mathrm {A} \mu UL^{-1}}  | {\displaystyle f_{V}\propto \mu UL^{-2}}      |
| Galleggiabilità       | Volume     | {\displaystyle F_{B}\propto \ Vg\Delta \rho }         | {\displaystyle f_{B}\propto g\Delta \rho }    |
| Tensione superficiale | Linea      | {\displaystyle F_{S}\propto \ L\sigma }               | {\displaystyle f_{S}\propto \sigma L^{-2}}    |

Dove {\displaystyle P} è la pressione, {\displaystyle \rho } la densità di massa, {\displaystyle \sigma } la tensione superficiale, {\displaystyle \mu } la viscosità dinamica, {\displaystyle A} l'area, {\displaystyle g} l'accelerazione di gravità, {\displaystyle L} la dimensione lineare, {\displaystyle V} il volume e {\displaystyle U} la velocità della fase continua.
La forza di pressione agisce su di un elemento di superficie e accelera il fluido nella direzione in cui il gradiente di pressione diminuisce. La differenza di pressione tra l'inizio e la fine della regione considerata è nota come caduta di pressione. L'equazione di Darcy-Weisbach può essere utilizzata per calcolare la caduta di pressione in un canale.
Le forze viscose agiscono su di un elemento di superficie e tendono a rendere uniforme il flusso diminuendo le differenze di velocità tra le fasi, opponendosi al flusso e diminuendo la portata. Ciò è evidente nei confronti tra miscele di olio ad alta viscosità rispetto a miscele a bassa viscosità, dove l'olio a viscosità più elevata si muove più lentamente.
La forza d'inerzia è una forza volumetrica, che tende a mantenere la direzione e l'intensità del moto. Corrisponde alla massa dell'elemento di fluido moltiplicata per la sua accelerazione. L'accelerazione è definita in questo caso come {\displaystyle U^{2}L^{-1}}, in quanto la dimensione lineare {\displaystyle L} è proporzionale al tempo. Forze di inerzia elevate portano all'insorgere della turbolenza, mentre se sono deboli si ha flusso laminare.
Le forze di galleggiamento (legate al principio di Archimede) rappresentano l'azione effettiva della gravità quando la densità non è uniforme. La forza di tensione superficiale agisce su di un elemento curvo e riducono al minimo la superficie dell'interfaccia: questa forza è specifica per i flussi gas-liquido o liquido-liquido.

#### Relazioni adimensionali fondamentali

Una scia di vortici attorno a un cilindro può può verificarsi anche in un flusso multifase. Insorge se il numero di Reynolds è compreso fra 40 e 1000, indipendentemente dalla dimensione del cilindro, dalla velocità del fluido e dal fluido.

A partire dalle forze mostrate nella tabella precedente, è possibile derivare cinque quantità adimensionali indipendenti, che forniscono informazioni su come si comporterà il flusso multifase:
Numero di Reynolds. Questo numero predice se il flusso in ciascuna fase è turbolento o laminare.
{\displaystyle Re={\frac {F_{I}}{F_{V}}}={\frac {f_{I}}{f_{V}}}={\frac {\rho \ LU}{\mu }}}
A numeri di Reynolds bassi, il flusso tende ad essere laminare, mentre a numeri elevati le differenze di velocità nel fluido portano all'innescarsi di moti turbolenti.
In generale, il flusso laminare in un tubo si verifica per {\displaystyle Re<2300} mentre quello turbolento si verifica per {\displaystyle Re>4000}. Nella regione intermedia sono possibili sia flussi laminari che turbolenti, e si parla in generale di flussi di transizione. Tale soglia dipende comunque dalla geometria del flusso.
In una miscela di olio e acqua che scorre ad alta velocità è comune il formarsi di un flusso a bolle disperse. Il flusso turbolento è costituito da vortici di diverse dimensioni. Quelli più grandi delle goccioline disperse, le trasportano attraverso il campo di flusso. Quelli invece più piccoli delle goccioline, ne causano la deformazione e la rottura. Ciò può essere interpretato come uno scontro fra i vortici e le goccioline, in cui queste ultime si rompono se i vortici hanno energia sufficiente per superare le forze interne delle goccioline.
Allo stesso tempo, il flusso turbolento causa interazioni fra le goccioline, alla base dei fenomeni di coalescenza. Quando due goccioline si scontrano, può avvenire la coalescenza fra le due, con conseguente formazione di goccioline più grandi.
Il numero di Eulero descrive il rapporto tra la pressione e l'inerzia.
{\displaystyle Eu={\frac {F_{P}}{F_{I}}}={\frac {f_{P}}{f_{I}}}={\frac {\Delta \ p}{\ \rho U^{2}}}}
Viene utilizzato per quantificare le perdite di energia nel flusso. Un flusso completamente privo di attrito corrisponde a un numero di Eulero pari a 1. Questo numero è importante quando la forza di pressione è dominante. Esempi includono il flusso attraverso tubi, il flusso su corpi sommersi e il flusso d'acqua attraverso gli orifizi.
Il numero di Froude è il rapporto tra inerzia e gravità.
{\displaystyle Fr={\frac {F_{I}}{F_{G}}}={\frac {f_{I}}{f_{G}}}={\frac {U^{2}}{gL}}}
Per {\displaystyle Fr<1}, le onde di superficie di piccole dimensioni possono andare controcorrente, per {\displaystyle Fr>1} saranno trascinate a valle e quando {\displaystyle Fr=0} la velocità della corrente è uguale a quella delle onde di superficie. Questo numero è rilevante quando la forza gravitazionale è predominante nel movimento del fluido. Ad esempio, nel flusso di canale aperto o nel moto ondoso in oceano.
Il numero di Eötvös definisce il rapporto tra le forze di galleggiabilità e le forze di tensione superficiale.
{\displaystyle Eo={\frac {F_{B}}{F_{S}}}={\frac {f_{B}}{f_{S}}}={\frac {\Delta \rho gL^{2}}{\sigma }}}
Un valore alto per questo numero indica che il sistema è relativamente insensibile agli effetti della tensione superficiale. Un valore basso indica invece che la tensione superficiale è dominante.
Il numero di Weber determina la relazione tra le forze d'inerzia e la tensione superficiale.
{\displaystyle We={\frac {F_{I}}{F_{S}}}={\frac {f_{I}}{f_{S}}}={\frac {\rho LU^{2}}{\sigma }}}
Determina anche la dimensione delle goccioline della fase dispersa. 
Si possono identificare tre diversi regimi se si assume che la gravità sia trascurabile o ci si trovi in contesti di microgravità:
1. Regime dominato dalla tensione superficiale con flusso a bolle e a lumaca. ({\displaystyle We<1})
2. Un regime dominato dall'inerzia con flusso anulare. ({\displaystyle We>20})
3. Regime transitorio con flusso schiumoso a lumaca-anulare.

Il numero di capillarità può essere definito rapportando il numero di Weber con quello di Reynolds. Definisce l'importanza relativa delle forze viscose rispetto alla tensione superficiale.
{\displaystyle Ca={\frac {F_{V}}{F_{S}}}={\frac {f_{V}}{f_{S}}}={\frac {\mu U}{\sigma }}={\frac {We}{Re}}}
Nei flussi di microcanale, il numero capillare gioca un ruolo importante, perché su piccola scala sia la tensione superficiale che le forze viscose sono rilevanti. 
Anche nelle operazioni avanzate di estrazione del petrolio, il numero capillare è da considerare. Più il numero capillare è alto, più le forze viscose dominano e l'effetto della tensione dell'interfaccia tra i fluidi nei pori della roccia viene ridotto, aumentando così il recupero. In condizioni tipiche dei giacimenti, il numero capillare varia da 10−8 a 10−2.